# Lawrence Aidoo
Lawrence Adolf Aidoo (* 14. Januar 1982 in Accra) ist ein ghanaischer Fußballspieler.

## Werdegang
Bevor Aidoo nach Deutschland wechselte, spielte er in Ghana für Sekondi Hasaacas und die King Faisal Babes.
Im Oktober 1999 wechselte Aidoo zu Borussia Mönchengladbach, wo er erst bei den Amateuren zum Einsatz kam. Aidoo war bald einer der Leistungsträger bei den Amateuren und wurde zu den Profis geholt. Der Stürmer schoss sein erstes Tor für die Borussia in der Zweitligasaison 2000/01 gegen Rot-Weiß Oberhausen (1:0) und wurde schnell zum Stammspieler, bis zu einem Kreuzbandriss Anfang 2001. Nach überstandener Verletzung und Borussias Aufstieg 2001 erspielte er sich wieder Einsätze für die Borussia, die nun in der Bundesliga spielte.
Anfang 2003 machte Aidoo sein erstes Länderspiel für Ghana in Tunis gegen Tunesien.
In der Winterpause der Saison 2003/04 wechselte Aidoo auf Leihbasis zum 1. FC Nürnberg, wo er nicht richtig Fuß fassen konnte. Zur Saison 2005/06 wechselte Aidoo fest zu Energie Cottbus, 2007 wurde sein Vertrag dort aufgelöst.
Am 31. Januar 2008 wurde Aidoo vom Regionalligisten FSV Frankfurt verpflichtet. Der Vertrag zwischen Aidoo und dem FSV galt zunächst bis zum 30. Juni 2008 und war sehr leistungsbezogen. Für den Zeitraum danach hatte der Verein eine einseitige Option, den Vertrag um ein weiteres Jahr zu verlängern. Diese Option wurde vom FSV nicht gezogen, so dass Aidoo von den Kickers Emden zu einem Probetraining eingeladen wurde. Die Emder entschlossen sich dazu, Aidoo einen Einjahresvertrag zu unterbreiten, den er auch unterschrieb und im Verlauf der Saison immer häufiger eingesetzt wurde. Nachdem sich Emden nach der Saison 2008/09 aus lizenzrechtlichen Gründen freiwillig in die Oberliga zurückgezogen hatte, verließ Aidoo den Verein.
Ab März 2010 spielte er in der Mittelrheinliga beim FC Wegberg-Beeck, mit dem er den Aufstieg in die NRW-Liga feierte. Doch noch in der Sommerpause 2010, am 19. Juli, gab Wegberg-Beeck die Trennung von Aidoo bekannt: Weil der Spieler seinen Urlaub eigenmächtig verlängert hatte, erhielt er die Kündigung.
Im November 2010 schloss sich Aidoo dem Niederrheinligisten 1. FC Viersen an, bei dem er anderthalb Jahre verbrachte. Nach seinem Engagement in Viersen zog er sich vorerst vom Fußball zurück und spielte anderthalb Jahre für keinen Verein. Im Januar 2014 verpflichtete ihn der Landesligist Rheydter SV. Mit dem Verein stieg er am Saisonende in die Bezirksliga und ein Jahr später in die Kreisliga ab.